# Ján Greguš
Ján Greguš (Nitra, 29 de janeiro de 1991) é um futebolista profissional eslovaco que atua como meia, atualmente defende o Nashville SC.

## Carreira
Ján Greguš fez parte do elenco da Seleção Eslovaca de Futebol da Eurocopa de 2016.